# 石墨炸弹

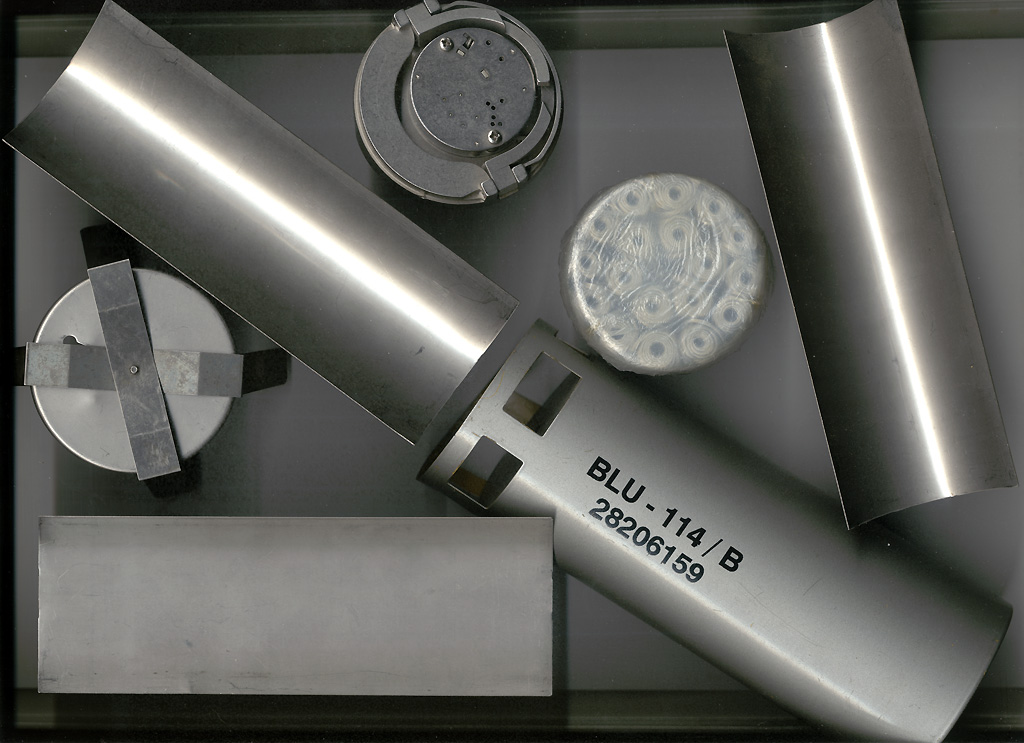
石墨炸弹BLU-114/B

石墨炸弹是一种非致命炸彈，此類炸彈可以讓輸電網路癱瘓，這樣整個地區會因此停電。 

## 用途
石墨炸弹的歷史可以追溯到海湾战争期間，當時多國聯軍用石墨炸彈摧毁了伊拉克85%的輸電網絡。1999年5月，北约用BLU-114/B石墨炸弹轟炸南斯拉夫联盟共和国，使得该国70%的电网瘫痪。